# یاگووویتس
یاگووویتس (به لاتین: Jagłowiec) یک روستا در لهستان است که در گمینا زبوینا واقع شده‌است.